# Часовня Святого Креста (Седона)
Часовня Святого Креста (англ. Chapel of the Holy Cross) — римско-католическая часовня, построенная в красных скалах над городом Седона; одно из семи рукотворных чудес штата Аризона (Соединённые штаты Америки), объект паломничества. Относится к приходу святого Иоанна Вианнея епархии Финикса.
Фермер и скульптор Маргарита Браснсуиг Штауде была ревностной католичкой и ученицей Фрэнка Ллойда Райта. Увидев в 1932 году новостройку Эмпайр-стейт-билдинг, она представила себе крест на стене небоскрёба и задумала возвести церковь по его образу и подобию. Маргариту поддержал сын Райта, высоко оценивший эскизы будущего здания.
Двадцать долгих лет искала она место для постройки, почти уже договорилась с венграми о возведении храма на высоком берегу Дуная в Будапеште, но помешала вторая мировая война. Маргарита Штауде не отступала, для неё часовня, которую она посвятила своей матери, стала делом всей жизни. Наконец, при поддержке сенатора от Аризоны Барри Голдуотера, было найдено живописное место в красных скалах, на территории национального леса Коконино.
Часовня по проекту архитектора Ричарда Хейна была построена в 1955—1956 годах всего за 18 месяцев полностью на средства Маргариты Штауде. В 1957 году храм был удостоен премии Американского института архитектуры.
Прямоугольный объём часовни возвышается на 70 метров над уровнем долины. 27-метровый крест на фасаде служит художественным акцентом постройки и одновременно несущей конструкцией витражной алтарной стены, через которую открывается вид на долину и город.